# Ladislav Kutze
Ladislav Kutze é uma personagem do filme 007 contra a Chantagem Atômica (Thunderball), quarto filme da série cinematográfica do espião britânico James Bond criado por Ian Fleming.

## Características
Um personagem com alguma ingenuidade, Kutze é um famoso cientista nuclear polonês recrutado pela SPECTRE para ajudar nos planos da organização em capturar duas bombas nucleares de um avião Vulcan da OTAN.

## No filme
Ele é o principal cérebro técnico por trás da manipulação e estocagem das bombas roubadas pela SPECTRE. Sua função é cuidar dos detonadores e deixar as bombas armadas para disparo quando for o momento e se os governos ocidentais não aceitarem a chantagem atômica da organização terrorista. Porém, sendo um homem não violento por princípio, ele se revolta quando vê Domino amarrada sendo espancada e torturada por seu chefe, Emilio Largo e troca de lado, soltando-a e retirando os detonadores das bombas, o que as impede de disparar. No final, quando todos estão mortos e apenas ele, Domino e James Bond estão vivos no iate em disparada, sem controle e prestes a se arrebentar nas rochas, ele, que diz que não sabe nadar, recebe uma boia de 007 e é jogado na água pelo espião antes da colisão, escapando possivelmente com vida mas com destino incerto.